# تايرون مارش
تايرون مارش (بالإنجليزية: Tyrone Marsh)‏ (24 ديسمبر 1993 ببيدفورد في المملكة المتحدة - ) هو لاعب كرة قدم بريطاني في مركز الهجوم. لعب مع أكسفورد يونايتد وإبسفليت يونايتد ونادي توركي يونايتد وStaines Town F.C. ‏ ونادي دوفر أتليتيك وAylesbury Vale Dynamos F.C. ‏ وويلينج يونايتد.

## وصلات خارجية
- تايرون مارش على موقع قاعدة بيانات كرة القدم.إي يو (الإنجليزية)
- تايرون مارش على موقع Soccerbase.com (لاعب) (الإنجليزية)
- تايرون مارش على موقع Soccerway.com (الإنجليزية)